# Laitue
Pour les articles homonymes, voir Laitue (homonymie).
Genre
Classification phylogénétique
La Laitue (Lactuca), au sens botanique du terme[Quoi ?], est un genre de plantes annuelles et bisannuelles de la famille des Astéracées (Composées) dont certaines espèces sont cultivées pour leurs feuilles tendres consommées comme salade verte. 
Ce genre comprend plus de 100 espèces. La laitue la plus cultivée est la laitue cultivée (Lactuca sativa) à partir de laquelle les jardiniers ont sélectionné de nombreuses variétés et cultivars.

## Étymologie
Le genre Lactuca doit son nom au fait que ses espèces contiennent un latex blanc, le lactucarium (Lactuca dérive du latin lac, lactis, le lait) qui s'écoule des blessures des tiges.

## Croissance et développement
Les espèces bisannuelles du genre Lactuca sont des plantes à vernalisation facultative. On dit que ce sont des plantes préférentes. Cela signifie que le passage par une période de froid hivernal permet à la plante de fleurir plus rapidement une fois l'hiver passé, mais que cette période n'est pas obligatoire (contrairement aux plantes à vernalisation obligatoire).

## Galerie

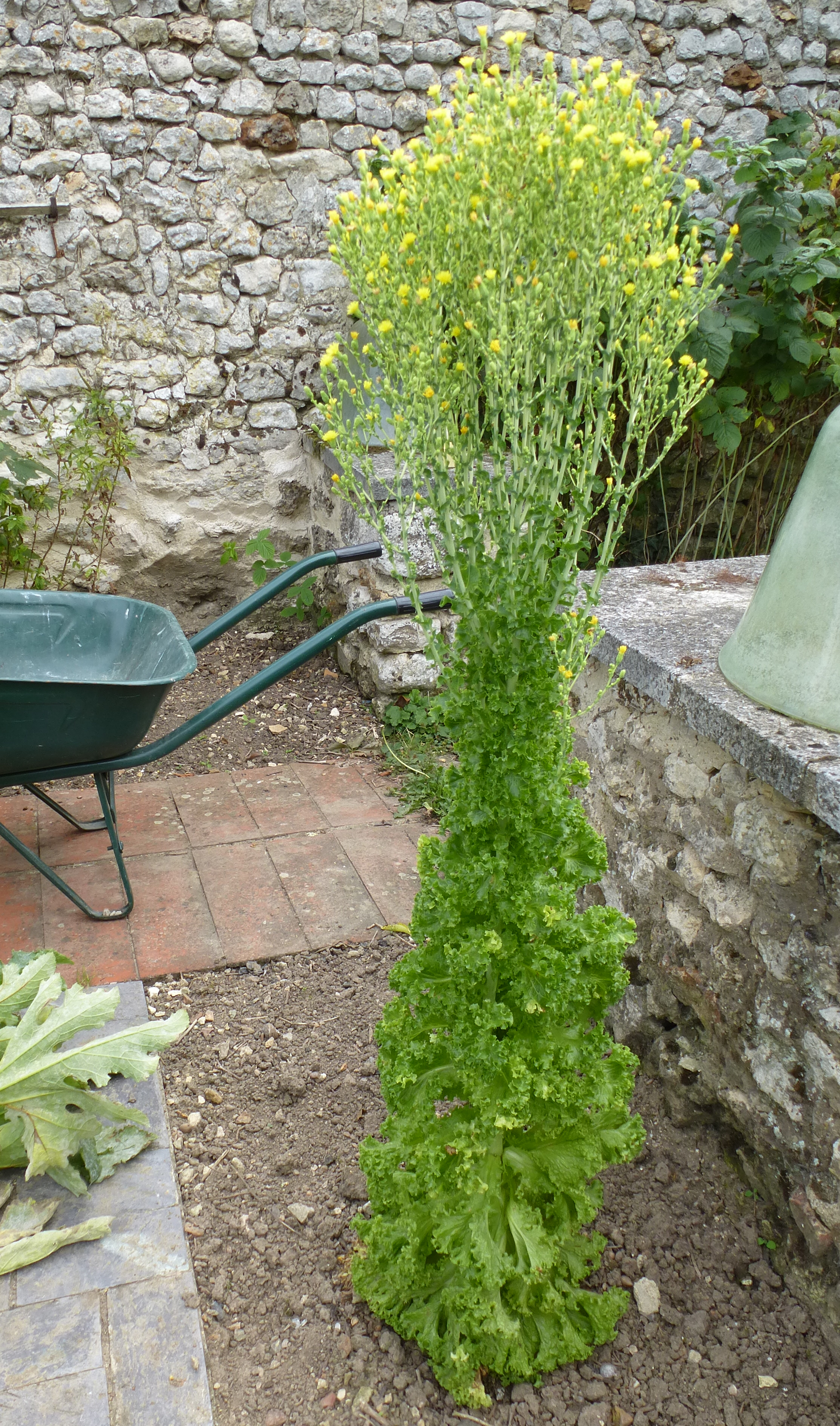
Laitue cultivée « montée » dans un potager (Lactuca sativa).
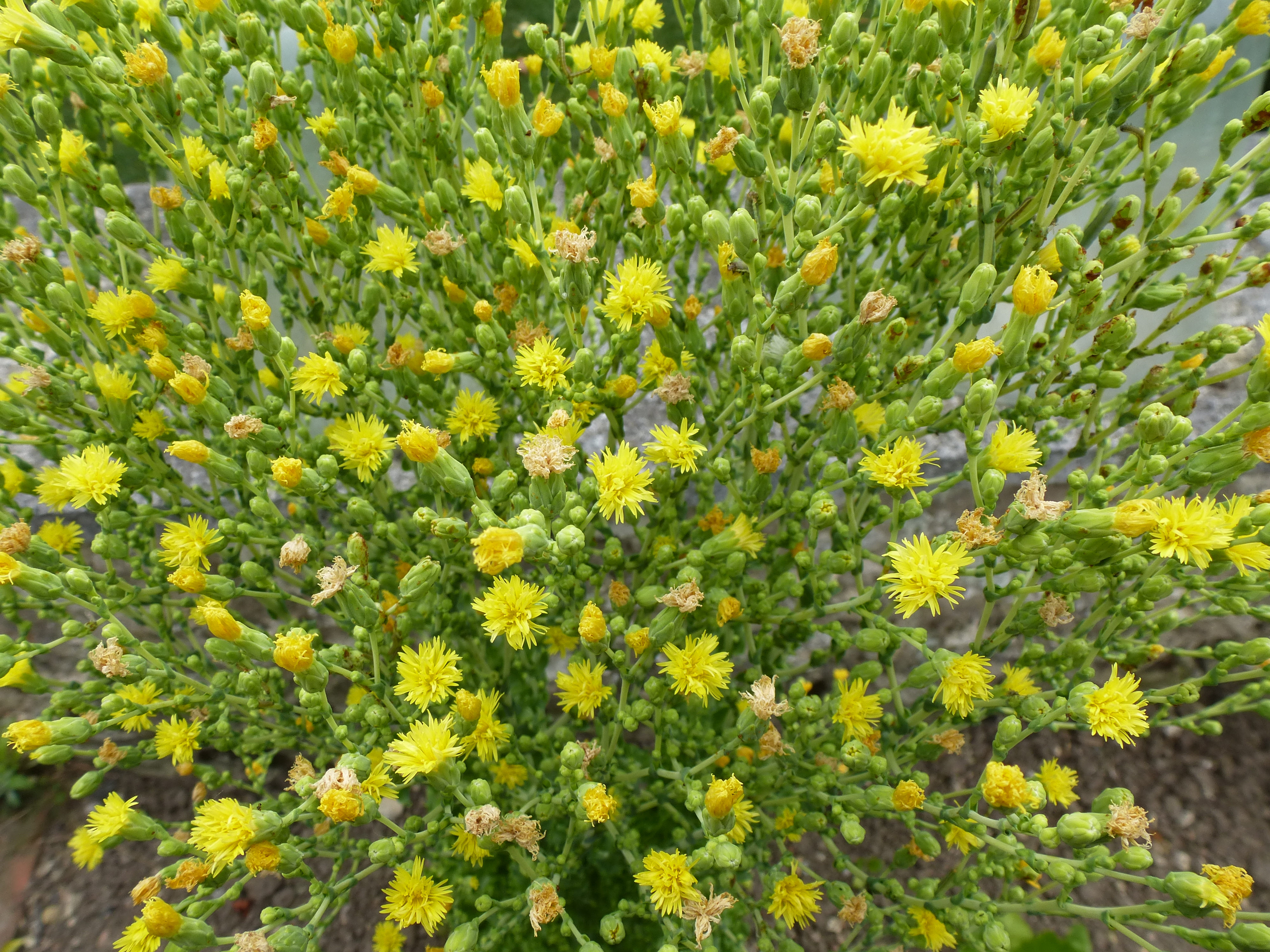
Fleurs de laitue cultivée (Lactuca sativa).
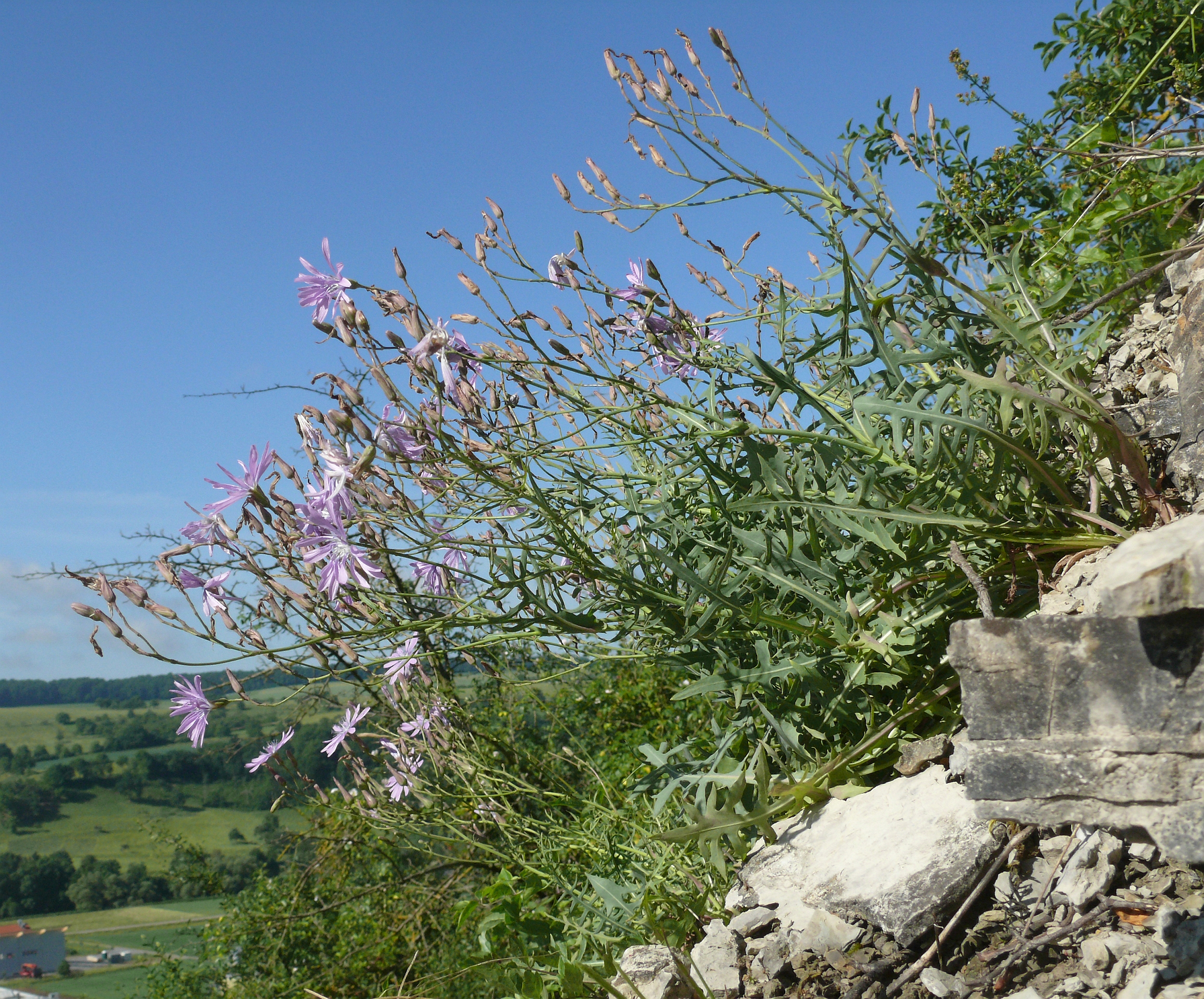
Laitue vivace (Lactuca perennis).
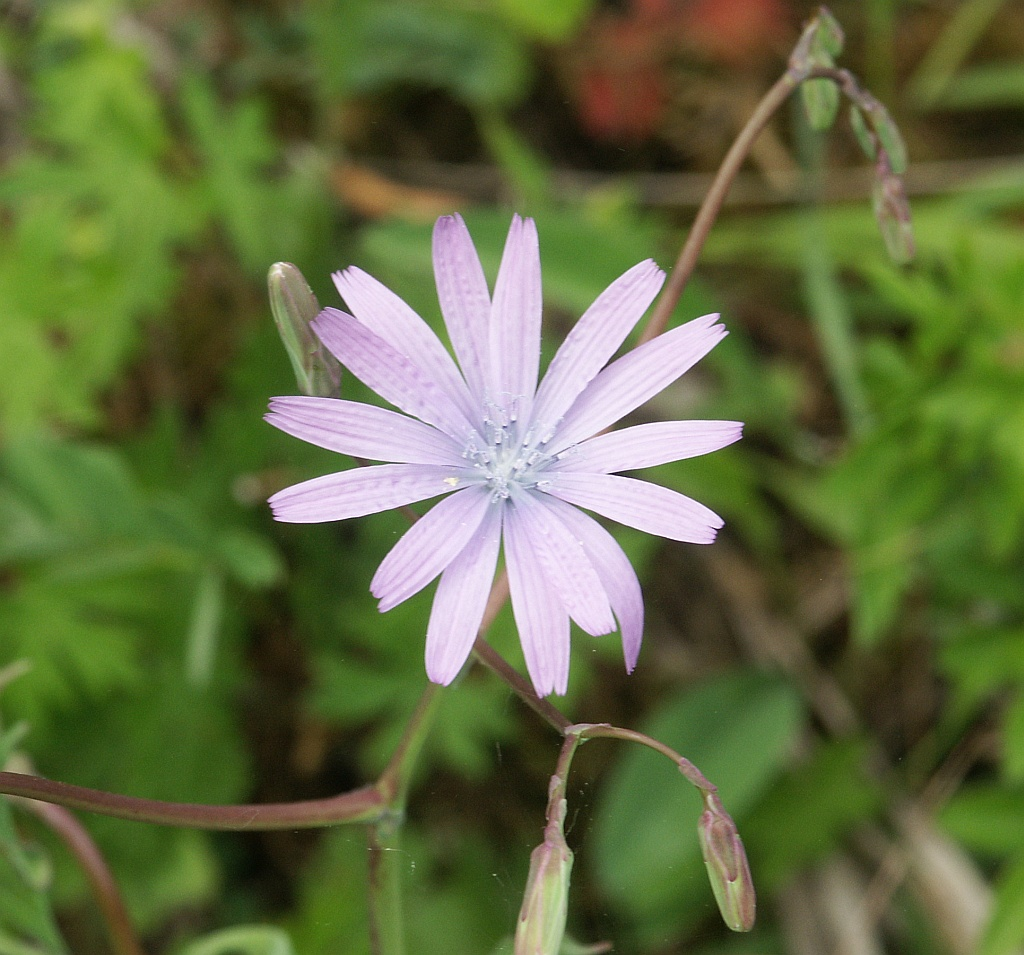
Fleur de Lactuca perennis.
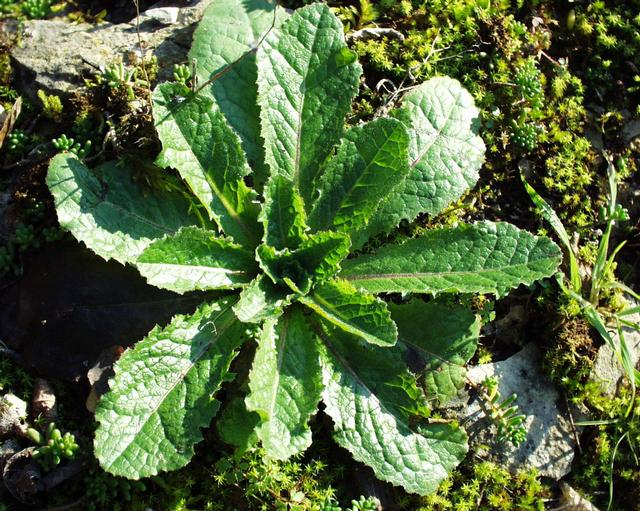
Laitue vireuse (Lactuca virosa).
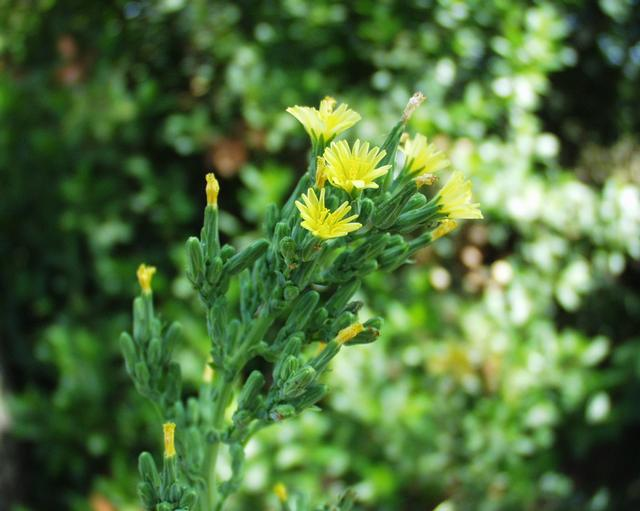
Fleurs de Lactuca virosa.

## Principales espèces
- Lactuca altaica Fisch. & C. A. Mey.
- Lactuca biennis (Moench) Fernald
- Lactuca bracteata Hook. f. & Thomson ex C. B. Clarke
- Lactuca canadensis L.
- Lactuca dissecta D. Don
- Lactuca dolichophylla  Kitam.
- Lactuca dregeana DC.
- Lactuca graciliflora DC.
- Lactuca hirsuta Muhl. ex Nutt.
- Lactuca indica  L.
- Lactuca lessertiana (DC.) C. B. Clarke
- Lactuca livida  Boiss. & Reut.
- Lactuca muralis (L.) Gaertn., 1791
- Lactuca orientalis  (Boiss.) Boiss.
- Lactuca perennis  L., la laitue vivace
- Lactuca praevia C.D. Adams
- Lactuca quercina  L., la laitue à feuilles de chêne ou laitue de Chaix
- Lactuca raddeana  Maxim.
- Lactuca saligna  L., la laitue à feuille de saule
- Lactuca sativa  L., la laitue cultivée, dont [3] :
  - variété Lactuca sativa var. angustana - laitues tige
  - variété Lactuca sativa var. capitata - laitue batavia
  - variété Lactuca sativa var. crispa - laitues à couper
  - variété Lactuca sativa var. longifolia - laitue romaine
- Lactuca scarioloides  Boiss.
- Lactuca serriola  L., la laitue scariole, laitue serriole ou laitue sauvage. Ne pas confondre avec la scarole qui est une chicorée.
- Lactuca sibirica  (L.) Benth. ex Maxim.
- Lactuca stephania  L., la laitue fort esthétique
- Lactuca tatarica  (L.) C. A. Mey.
- Lactuca tenerrima  Pourr., la laitue délicate
- Lactuca undulata  Ledeb.
- Lactuca viminea  (L.) J. Presl & C. Presl, la laitue des vignes
- Lactuca virosa  L., la laitue vireuse

## Symbolique

### Calendrier républicain
- Dans le calendrier républicain, la Laitue était le nom attribué au 16e jour du mois de germinal[4].